# Comarca de la cuenca del Tajuña
La Cuenca del Tajuña es una comarca perteneciente a la Comunidad de Madrid, y está situada al sureste de la misma.Tiene una extensión de 667,49 km 2  y una población de 143.805 habitantes (INE 2006).

## Municipios de la Cuenca del Tajuña
| Ciudad                | Extensión  | Población   | Densidad        | Distancia de Madrid |
| --------------------- | ---------- | ----------- | --------------- | ------------------- |
| Ambite                | 25,91 km²  | 382 hab.    | 14,74 hab./km²  | ---                 |
| Arganda del Rey       | 79,71 km²  | 41.111 hab. | 519,52 hab./km² | 22 km               |
| Campo Real            | 61,64 km²  | 3.769 hab.  | 61,15 hab./km²  | ---                 |
| Carabaña              | 47,48 km²  | 1.481 hab.  | 31,19 hab./km²  | ---                 |
| Morata de Tajuña      | 45,08 km²  | 6.231 hab.  | 138,22 hab./km² | ---                 |
| Nuevo Baztán          | 20,08 km²  | 5.439 hab.  | 270,87 hab./km² | ---                 |
| Olmeda de las Fuentes | 16,73 km²  | 205 hab.    | 12,25 hab./km²  | ---                 |
| Orusco de Tajuña      | 21,40 km²  | 738 hab.    | 34,49 hab./km²  | ---                 |
| Perales de Tajuña     | 48,88 km²  | 2.472 hab.  | 50,57hab./km²   | ---                 |
| Pozuelo del Rey       | 30,93km²   | 324 hab.    | 10,48 hab./km²  | ---                 |
| Rivas-Vaciamadrid     | 67,16 km²  | 58.616 hab. | 872,78 hab./km² | 15 km               |
| San Martín de la Vega | 105,85 km² | 16.100 hab. | 152,10 hab./km² | ---                 |
| Tielmes               | 26,67 km²  | 2.433 hab.  | 91,23hab./km²   | ---                 |
| Valdilecha            | 42,19km²   | 2.355 hab.  | 55,82 hab./km²  | ---                 |
| Villar del Olmo       | 27,78 km²  | 1.849 hab.  | 66,56 hab./km²  | ---                 |

- Datos: Q5778516